# Gambler (personaggio)
Gambler è il nome di due super criminali immaginari nell'Universo DC. La versione originale comparve per la prima volta nel 1944 come un nemico della Lanterna Verde originale. Fu anche un membro fondatore della Società dell'Ingiustizia originale, che spesso combatté contro la Justice Society of America.

## Biografie dei personaggi

### Steven Sharpe III
Il giorno dopo il diploma, il giovane Steven Sharpe III chiese alla sua ragazza, Helen, di sposarlo, ma lei rifiutò finché lui non le avesse provato di non essere uno scommettitore come suo padre. Quando Helen scappò con un ragazzo che fece fortuna scommettendo ai cavalli, Steven lasciò il suo lavoro e decise di farsi una nuova vita. Quando ebbe un incidente automobilistico con un furgone, Steven decise di aiutarsi con i soldi che rubò dal retro dei rottami, decidendo così che da quel momento in poi si sarebbe preso tutto ciò che poteva.
Convintosi che l'unica cosa che contava nella vita fosse la fortuna, e che le persone fortunate fossero quelle che avevano tutte le possibilità, Steven bevve un goccetto in onore di suo nonno - e alla sua nuova vita come Gambler (dall'inglese, Scommettitore).
Nel corso degli anni seguenti, Steven passò il tempo con un circo viaggiante, con cui imparò l'arte del travestimento e divenne un esperto nel lancio dei coltelli e delle pistole. Imbarcandosi all'ultimo momento nella nuova carriera criminale, Gambler divenne presto uno degli uomini più ricercati del paese.
Sharpe ottenne subito successo come criminale. Cominciò derubando i treni e banche di piccole città. Annoiatosi, si mosse verso est e le grandi città. Fu visto a Gotham City da Lanterna Verde mentre stava vicino al suo poster di ricerca. Gambler eluse Lanterna Verde due volte utilizzando le sue speciali pistole Derringer, che sparavano ammoniaca o gas blackout in aggiunta a proiettili veri. Lanterna Verde riuscì finalmente a catturarlo ad una corsa di cavalli dove Gambler mandò gli equini verso le tribune al fine di coprirsi la fuga. Gambler venne poi imprigionato al Penitenziario di Gotham.
Gambler, come la maggior parte dei criminali dei fumetti, fu estremamente capace ad evadere di prigione. Nel 1946 quando scrisse una nota a Lanterna Verde dicendo all'eroe che sarebbe evaso dal carcere e lo sfidava a fermarlo. Quando l'eroe giunse per fermarlo, rimase sorpreso di vedere il suo amico Doiby Dickles chiuso in una cella. Gambler utilizzò la sua enorme esperienza nel travestimento per confondere Lanterna Verde. Nella confusione, Gambler riuscì a fuggire, così come a liberare tutti gli ospiti del Penitenziario. Egli utilizzò il vero Doiby come ostaggio per fuggire alla cattura di Lanterna Verde. in un'altra fuga, Gambler corruppe il giustiziere della sua stessa folgorazione perché manipolasse il pavimento così che fosse folgorato al posto suo. Tutto ciò sorprese il pubblico lasciandogli la possibilità di fuggire.
Gambler si scontrò con Lanterna Verde numerose volte nel corso degli anni. Ad un certo punto, vinse un vascello grazie ad una scommessa e lo armò fino ai denti. Un'altra volta aiutò un collezionista di arte a commettere una frode assicurativa, arrivando a scontrarsi con Starman e Sandman.
Gambler fu uno dei membri fondatori della Società dell'Ingiustizia, che volle uccidere la Justice Society of America e controllare gli Stati Uniti. Il gruppo fallì miseramente e Gambler ritornò in carcere. Ne evase di nuovo e si ritrovò a combattere contro Flash e Lanterna Verde. Si alleò poi con Icicle e il Violinista nel tentativo di uccidere Starman.
Ad un certo punto, Gambler si sposò ed ebbe un figlio. Da questo ebbe due nipoti a cui impartì la maggior parte della sua esperienza criminale. L'ultima volta che Sharpe che tornò libero sulla parola, andò a Las Vegas, dove si innamorò con la scommessa nel Taj Mahal Casinò. Ciò che Gambler non sapeva era che i giochi in questo casinò erano truccati, e presto avrebbe perso tutti i suoi soldi. Questa sconfitta finale andò a braccetto con le altre sconfitte subite per mano degli eroi mascherati, cosa che fu troppo per lui. Utilizzando le sue famigerate pistole Derringer, si sparò alla testa. Il suo suicidio fu poi vendicato da sua nipote Rebecca, che divenne la criminale nota come Hazard. Anche suo nipote, Steven V, divenne un criminale: il secondo Gambler.
A causa dell'irregolarità del tempo nei fumetti e alla difficoltà di fondere la Terra-Due nella nuova Terra post-Crisi, la morte di Gambler non fu né in una storia tra il 1985 o 1986, né avvenne «un anno prima del debutto dell'Injustice Unlimited», secondo il racconto di sfondo di Hazard come da lei narrato in Infinity, Inc. n. 35 (1987).
Come parte dell'evento La notte più profonda, il cadavere di Steven III fu rianimato da un anello nero del potere e fu reclutato nel Corpo delle Lanterne Nere in Blackest Night n. 4.

### Steven Sharpe V
Dopo la morte di Steven III, Steven Sharpe V prese il mantello di suo nonno come Gambler. Con l'identità di Gambler nascosta, si mascherò da Joker, e riorganizzò la Banda della Scala Reale. Sotto la sua guida, la Banda si batté contro i New Titans, ma furono sconfitti (New Titans n. 68 n. 69).
Gambler si unì con Amos Fortune, il Mago (William Zard) e il secondo Sportmaster, creando un "fight-club" super-potente utilizzando i membri della Justice Society come avversari. Il club venne smantellato da Stargirl, Gypsy e Vixen.